# Wiaczesław Tkaczow
Wiaczesław Matwiejewicz Tkaczow, ros. Вячеслав Матвеевич Ткачев (ur. 24 września 1885 r. w stanicy Kelermesskaja na Kubaniu, zm. 24 marca 1965 r. w Krasnodarze) – rosyjski wojskowy (generał), emigracyjny publicysta i pisarz, działacz społeczny i kombatancki, wykładowca na specjalnych kursach wojennych w okupowanym Belgradzie podczas II wojny światowej.

## Życiorys
W 1904 r. ukończył niżegorodski korpus kadetów, zaś w 1906 r. konstantynowską szkołę artyleryjską. Służył w 2 Kubańskiej Kozackiej Baterii Artylerii. Od 1909 r. w stopniu sotnika dowodził pododdziałem szkoleniowym 5 Kubańskiej Kozackiej Baterii Artylerii. W 1910 r. odkomenderowano go do odeskiego korpusu kadetów jako oficera-wychowawcę. W 1911 r. ukończył cywilną szkołę lotniczą w Odessie. W 1912 r. powrócił do macierzystego oddziału. W tym samym roku ukończył oficerską szkołę lotniczą w Sewastopolu. Od 1913 r. w stopniu podesauła służył w 7 kompanii hydroplanów, 11 oddziale lotniczym, a następnie 3 kompanii lotniczej. W październiku tego roku dokonał przelotu na trasie Kijów-Odessa-Kercz-Tamań-Jekaterynodar, liczącej ok. 1,5 tys. wiorst.
Brał udział w I wojnie światowej. Dowodził 20 korpuśnym oddziałem lotniczym. W grudniu 1914 r. jako pierwszy rosyjski pilot wojskowy ostrzelał z rewolweru Nagant niemiecki samolot produkcji Albatrosa. 3 lutego 1915 r. został odznaczony Orderem Św. Jerzego 4 klasy. Oprócz tego w tym samym roku otrzymał Order Św. Włodzimierza 4 klasy i Orderem Św. Anny 4 klasy. W marcu 1916 r. utworzył w Kijowie 11 dywizjon lotniczy, po czym w stopniu esauła stanął na jego czele. 1 sierpnia tego roku zestrzelił austriacki samolot rozpoznawczy Aviatik. Od początku września tego roku pełnił obowiązki inspektora lotnictwa Frontu Południowo-Zachodniego. 11 stycznia 1917 r. awansował do stopnia pułkownika. Od 9 czerwca tego roku był szefem polowego zarządu lotnictwa i aeronautyki sztabu Najwyższego Głównodowodzącego w Mohylewie. Opracował taktykę prowadzenia walk powietrznych ("Материалы по тактике воздушного боя").
Po rewolucji październikowej wyjechał pod koniec listopada 1917 r. na Kubań. Od stycznia 1918 r. jako szeregowy służył w oddziale partyzanckim płk. Kuzniecowa, działającym na Północnym Kaukazie. W marcu tego roku dostał się do niewoli bolszewickiej (oddział został okrążony i rozbity), ale uniknął rozstrzelania, gdyż ujęli się za nim Kozacy kubańscy służący w wojskach bolszewickich. W sierpniu został uwolniony przez wojska Białych z więzienia w Majkopie. Skierowano go na Ukrainę do władz hetmana Pawło Skoropadskiego jako członka kubańskiej misji nadzwyczajnej. W grudniu powrócił na Kubań, formując w Jekaterynodarze 1 kubański oddział lotniczy. Do końca maja 1919 r. oddział wspierał Białych w rejonie stanicy Wielikokniażesskaja. 30 maja tego roku płk W. M. Tkaczow został ranny podczas ostrzału swojego samolotu ogniem karabinowym z ziemi. W czerwcu awansował na generała majora. W tym czasie 1 kubański oddział lotniczy wspierał Kozaków kubańskich podczas ofensywy na Carycyn. Następnie gen. W. M. Tkaczow stanął na czele lotnictwa Armii Kaukaskiej. Jednocześnie objął funkcję ministra spraw wewnętrznych w rządzie Kozaków kubańskich. 1 kwietnia 1920 r. objął dowództwo sił lotniczych wojsk Białych na Krymie. Podczas jednej z walk powietrznych, dowodząc grupą 6 myśliwców Airco DH.9, starł się w rejonie Melitopola z 2 nieprzyjacielskimi Nieportami, z których jeden był pilotowany przez dowódcę bolszewickich sił lotniczych Piotra Ch. Meżeraupa. Opracował taktykę współdziałania lotnictwa z wojskami lądowymi. 22 czerwca tego roku odznaczono go Orderem Św. Nikołaja Cudotwórcy. Od Brytyjczyków otrzymał Distinguished Service Order. W połowie października wraz z wojskami Białych ewakuował się z Krymu do Gallipoli.
Na emigracji zamieszkał w Królestwie SHS. Przez pewien czas był redaktorem pisma lotniczego "Воздухоплавни Гласник". Następnie pracował w kompanii rzecznej. W końcu objął funkcję konsultanta w inspekcji jugosłowiańskiego lotnictwa wojskowego. W latach 1924–1934 przewodniczył Stowarzyszeniu Floty Powietrznej, wchodzącemu w skład 4 oddziału Rosyjskiego Związku Ogólnowojskowego (ROWS). Napisał książkę dotyczącą działań lotnictwa Białych podczas wojny domowej w Rosji pt.: "Вопросы тактического применения авиации в маневренной войне". Od 1934 r. był nauczycielem w rosyjskim gimnazjum męskim w Nowym Sadzie. Działał też w Rosyjskim Sokole. Od 1938 r. był redaktorem pisma "Пути Русского Сокольства".
Po zajęciu Jugosławii przez wojska niemieckie w kwietniu 1941 r., jako ataman pochodny Kozaków kubańskich współuczestniczył w formowaniu Rosyjskiego Korpusu Ochronnego. W okresie okupacji wykładał taktykę działań lotniczych na specjalnych kursach wojennych organizowanych w Belgradzie, w których brali udział oficerowie Korpusu. Pod koniec wojny zrezygnował demonstracyjnie z dotychczasowego zajęcia, nie chcąc współpracować z Niemcami. Powrócił do zawodu nauczyciela.
30 października 1944 r., podczas próby ewakuacji z Belgradu, został aresztowany przez funkcjonariuszy Smiersza i przewieziony do Moskwy. Po procesie skazano go na karę 10 lat łagrów. W lutym 1955 r. wyszedł na wolność, bez prawa zamieszkania w większych miastach. Zamieszkał w Krasnodarze. Został pracownikiem biurowym w domu dla inwalidów wojskowych im. Czapajewa. Wbrew zakazom prowadził odczyty o historii lotnictwa w Rosji. W piśmie "Кубань" w 1962 r. zostało opublikowane jego opowiadanie pt. "Русский сокол". Po śmierci ukazały się jego wspomnienia pt. "Крылья России. Воспоминания о прошлом русской военной авиации 1910-1917 гг." Część historyków uważa jednak, że zostały one w dużym stopniu sfałszowane przez sowieckich cenzorów. W 1995 r. na jego domu rodzinnym w Krasnodarze została umieszczona tablica pamiątkowa ku czci gen. W. M. Tkaczowa.